# .sx
.sx és el domini de primer nivell territorial (ccTLD) de Sint Maarten
Sint Maarten va convertir-se en país constituent del Regne dels Països Baixos el 10 d'octubre de 2010. El 15 de desembre de 2010, l'agència que manté el registre ISO 3166 va reservar SX com a codi ISO 3166-1 alfa-2 per a Sint Maarten.
El domini sx el gestiona SX Registry SA, amb l'operació tècnica subcontractada a OpenRegistry.com, que té oficines al Canadà i Luxemburg.
Després de diferents fases, — una primera fase per reservar noms de marques registrades, una altra amb prioritat per a la gent del país, i una altra de més general— el registre es va obrir al públic en general el 15 de novembre de 2012. No cal tenir presència local per registrar-hi dominis.

## Fases d'aparició del domini
- Període avi per a protegir els qui tenien dominis AN de Sint Maarten, que va acabar el 2 de maig de 2012.
- El període d'alba per protegir les marques registrades va durar del 3 de maig al 4 de juliol de 2012.
- El període amb prioritat per a les empreses i persones de Sint Maarten va durar del 5 de juliol al 4 de setembre de 2012.
- El període de preregistre general va ser del 5 de setembre al 4 d'octubre de 2012.
- El període de disponibilitat general durant el qual qualsevol pot registrar un domini SX va començar el 15 de novembre de 2012.[3]

## Usos notables
- El 30 d'abril de 2013, The Pirate Bay va canviar-se a un domini sx.[4]